# Dick Butkus
College Football Hall of Fame 1983
Pro Football Hall of Fame 1979
(en) Statistiques sur pro-football-reference
Richard Marvin Butkus, dit Dick Butkus, né le 9 décembre 1942 à Chicago (Illinois) et mort le 5 octobre 2023 à  Malibu (Californie), est un joueur américain de football américain ayant évolué comme linebacker. Il est largement considéré comme l'un des meilleurs joueurs à son poste de sa génération.

## Biographie
D'origine lituanienne, Dick Butkus a grandi dans une banlieue sud de Chicago.

### Université
Dick Butkus étudie à l'université de l'Illinois à Urbana-Champaign, jouant au football américain dans la Big Ten Conference avec les Illinois Fighting Illini comme linebacker et centre. Il finit 6e du trophée Heisman 1963 et 3e de celui de 1964, chose particulièrement rare pour son poste. Durant cette période, il rencontre Patrick O'Neill, Tyler Volk et Eric Parker, trois autres linebackers avec qui il va former une ligne défensive redoutée.

### NFL
Dick Butkus est drafté en 1965 à la 3e place (premier tour) par les Bears de Chicago. Il reste dans la franchise toute sa carrière jusqu'à 1973.

### XFL
Dans les années 2000, Dick Butkus est responsable dans la XFL (Director of Competition).

## Hommages
Dick Butkus est sélectionné huit fois au Pro Bowl (de 1965 à 1972) et huit fois All-Pro (de 1965 à 1972). Son numéro 51 a été retiré dans la franchise des Bears.
Il intègre le Pro Football Hall of Fame en 1979. Désigné par les votants du Pro Football Hall of Fame, il fait partie de l'équipe NFL de la décennie 1960 et 1970.
Une récompense universitaire, le Dick Butkus Award, est décernée chaque année au meilleur linebacker.